# Chlorocoma congenita
Chlorocoma congenita är en fjärilsart som beskrevs av Walker 1861. Chlorocoma congenita ingår i släktet Chlorocoma och familjen mätare. Inga underarter finns listade i Catalogue of Life.